# 橋本英郎
橋本 英郎（はしもと ひでお、1979年5月21日 - ）は、大阪府大阪市阿倍野区出身の元プロサッカー選手、サッカー解説者、実業家。現役時代のポジションはミッドフィールダー（MF）。元日本代表。大阪市立大学経済学部卒業。
株式会社泰賀代表取締役社長、株式会社BorderLeSS代表取締役兼CCO。

## 来歴

### ジュニア時代
3人きょうだいの末っ子として生まれ、6歳年上の兄がサッカーをしていた影響で幼稚園の頃から公園で一緒にボールを蹴っていた。小学校1年から自身も地元の街クラブ・大阪スポーツマンクラブ（大阪SC）に入団してサッカーを始める。9番をつけた攻撃の選手で主将でもあり、チームではお山の大将だった。小学6年の時点で進学する中学にサッカー部がないことが分かっていたため、兄も中学時にプレーした釜本邦茂のチーム「釜本FC」に入ることにした。これが1991年冬の出来事で、Jリーグ創設準備期でもあったため、釜本FCはそのまま新たに創設されたプロクラブ・ガンバ大阪のジュニアユースとして活動することになった。この経緯から橋本は地元クラブ（練習は月2回、大阪市の大会で2回戦進出するかどうかの規模）からセレクションを経ずにガンバ大阪ジュニアユースの一員となった。

### ジュニアユース時代
同期メンバーには稲本潤一を含めトレセン経歴を持つ選手や、全国大会に出場していたハイレベルな選手が多数おり、U-12日本代表選手も含まれていた。総勢100名以上だったガンバジュニアユースの中で地域選抜の経験もない選手だった橋本は技術的に最下位レベルからのスタートで、すぐに辞めたいと思ったと述べている。この段階で通用したのは走るスピードと負けず嫌いな気持ちのみで、実質的にボールタッチなど基礎技術や戦術を学んだのはこのジュニアユースからだった。今までのサッカーレベルとの差が大きかったため、一緒に加入した地元のサッカー仲間は数人がすぐに辞めてしまった。毎日辞めたいなと思いながら前向きではない気持ちで必死に周囲にくらい付いていくというつらい日々を送っていた。先に辞めてしまった地元の仲間数人から、「近所の長居公園で大人がやっている草サッカーに飛び込みで参加させてもらっていて、楽しい」という話を聞いた橋本はそれに混ぜてもらうようになり、やりたいように自由にプレーする機会を作った。ここではミスをしても周囲から文句を言われることもなく、ガンバ育成組織での練習によって自分が巧くなっているという気付きもあり、とても重要な場所だったと後に語っている。

### ユース時代
高校のサッカー部に所属して冬の高校サッカー選手権に出てみたいという気持ちもあったが、ガンバ大阪ジュニアユースからガンバ大阪ユースに昇格する約20人の中に入ることが出来た。その一方で、ユースに上がると外部からさらにハイレベルな同年代選手も加わり、一層技術レベルが上昇することも予想していたため「またジュニアユース1年目の時と同じ苦労をする」とも感じ、ガンバユースではなく自宅から近いヤンマー（セレッソ大阪）のユースに行きたいという気持ちもあった。
1995年からのガンバユースでの日々では目標を「なみはや国体（1997年）に大阪代表として出場すること」と「大学（関関同立、可能であれば筑波・早稲田）の推薦をサッカーでもらって進学すること」に定め、プロ選手になれるという気持ちは全くなかったが、2年生の夏にユース選手から多めにトップチームへの2種登録をした中に入り、サテライトチームの練習に参加することはあった。ポジションはユース初期ではフォワード、2年はサイドハーフ、3年時はトップ下と経験し、技術が自分より勝る相手に真っ向勝負で勝てないならどうすればいいのかという相手との駆け引き、ポジショニング、ずる賢さを備えることが自分の生き残る道だと意識し始めた。

### プロ時代
1998年にガンバ大阪トップチームに昇格。学業では府内でも有数の進学校である大阪府立天王寺高等学校から大阪市立大学経済学部に進み卒業している。ユース時代からの同期生には稲本潤一と新井場徹がいる。ユース在籍時からトップの公式戦に出ていた二人と違い、橋本は月給10万円の練習生契約でトップチームに加入した（同期入団の播戸竜二も練習生契約であった）。
1999年にトップチームのコーチだった堀井美晴から「ボジショニングを自分の最大の武器にしたらどうだ？」と助言を受け、戦術眼を磨き、自分の弱点を消すような良いポジショニング、不利にならないようなポジショニングをより意識するようになった。
稲本がアーセナルFCに移籍した2001年ごろから西野朗監督により右ウイングバックやボランチとして起用され出場機会を増やし、2005年にはレギュラーに定着してクラブ初のリーグ優勝に貢献し、同年の日刊スポーツの評論家と担当記者によって選ばれる「ミスターGAMBA 黄金の脚賞」に選ばれた。2006年からG大阪に加入した明神智和とは激しいポジション争いを演じたが、ダブルボランチとして共存することもあり、試合中にボランチから左サイドバックや右サイドハーフにポジションチェンジを行うことができる柔軟性を発揮し、その後も主軸として活躍。
2007年には2月1日の日本代表候補トレーニングキャンプメンバーに選ばれ、3月19日には正式に代表に選出された。6月1日のモンテネグロ戦（キリンカップ）で、後半44分に鈴木啓太との交代でかつてのチームメイトである宮本恒靖、稲本潤一が背負っていた背番号5で途中出場し、代表初出場を果たした。
2008年にはFIFAクラブワールドカップ2008準決勝でヨーロッパ王者のマンチェスター・ユナイテッドとの試合に先発フル出場し、1ゴール1アシストの大活躍を見せた。2008年度の公式戦得点はこの1点のみであった。
2010年、J1でクラブタイ記録となるリーグ戦6試合連続ゴールを記録するなど、自己最多の8得点を決める活躍を見せた。なお、この連続ゴールでG大阪の公式応援番組『GAMBA TV〜青と黒〜』の年末特別企画『GAMBA TV アウォーズ』では、選手とサポーターが選ぶベストプレー賞を受賞し、2度目の「黄金の脚賞」を受賞した。
2011年は2月のキャンプ中に右膝前十字靭帯損傷という重傷を負ったことで、シーズン大半を棒に振り、8カ月後に復帰するも調子は安定せず、この年のリーグ戦出場はわずか4試合に留まった。そして、同年限りでジュニアユース時代から20年を過ごしたG大阪を退団した。
2012年、ヴィッセル神戸へ完全移籍。
J1開幕戦、古巣G大阪との対戦では勝ち越しゴールを決めた。この年は当初左サイドハーフ、後にボランチとして出場機会を得たが、低調なパフォーマンスに終始しチームもJ2に降格した。
2013年、神戸に残留し、自身初のJ2でのプレーとなった。ホーム開幕戦では終盤にセンターバックとして出場。
2014年12月9日、神戸との契約満了を発表した。
2015年、セレッソ大阪に移籍。
2016年7月、J3リーグのAC長野パルセイロに期限付き移籍。「現状、今のこのチームなら力を出せばJ1昇格は間違いなく出来ると思っています」というコメント通りセレッソはJ1に昇格した。
2017年、東京ヴェルディに加入。
2019年、FC今治へ完全移籍。2021年シーズンは開幕から出場を続けたが、同年9月12日の藤枝戦で右鎖骨を骨折して手術。復帰できないまま 同年12月3日、契約満了による退団が発表された。
2022年2月7日、おこしやす京都ACに選手兼ヘッドコーチとして加入した。
2023年1月19日、現役引退を発表した。

### 引退後
2023年9月にYoutubeチャンネル「HASHI-WATASHI」を開設した。

## 人物
- 祖父は1946年-1948年に存在した日本のプロ野球チーム・金星スターズのオーナーだった橋本三郎。
- 幼少時にサッカーを始めるきっかけとなった兄・橋本紀郎はその後アメリカンフットボールに転向し、Xリーグのアサヒ飲料チャレンジャーズでディフェンシブバックやキッカーとしてプレーし、引退後にはアシスタントコーチを務めた。
- 姉はバレーボールをしており、小学生の時は自分のサッカーの練習が月2回だけだったため姉と一緒にバレーボールをしている日数の方が多かった[2]。
- サッカーダイジェストWebで不定期にコラムを執筆している[19]。
- 2008年12月25日に会社員の女性と結婚[20]。2009年10月16日に第1子となる長女が[21]、2012年12月4日に第2子となる長男が誕生している[22]。
- 2012年に神戸エリアを拠点にサッカースクール・FCプエンテを創設し、幼児クラスからジュニアユース年代までの「自立した選手を目指す」をコンセプトにジュニア世代の選手育成に尽力している[23]。名称のプエンテとはスペイン語で架け橋を意味しており、自身の名字と世界への架け橋になりたいとの思いを込めている。指導にはFC今治に在籍した縁もあり岡田武史による岡田メソッドを導入している[24]。
- 現役時から引退後の将来を見据えて訪問介護事業や、児童向けの放課後デイサービス事業など多岐にわたるビジネスを複数始めた。自身では「サッカーの時はサッカーのことだけを考えているけど、うまくいかないとき、別に事業のことを考える時間を作るという逃げ場をつくることでサッカーを頑張れてたところもある」と述べている[1]。

## 所属クラブ
- 1986年 - 1991年 大阪スポーツマンクラブ（大阪市立晴明丘小学校）
- 1992年 - 1994年 ガンバ大阪ジュニアユース（大阪市立阪南中学校）
- 1995年 - 1997年 ガンバ大阪ユース（大阪府立天王寺高等学校）
- 1998年 - 2011年 ガンバ大阪
- 2012年 - 2014年 ヴィッセル神戸
- 2015年 - 2016年 セレッソ大阪
  - 2016年7月 - 同年12月 AC長野パルセイロ（期限付き移籍）
- 2017年 - 2018年 東京ヴェルディ
- 2019年 - 2021年 FC今治
- 2022年 おこしやす京都AC

## 個人成績
| 国内大会個人成績 | 国内大会個人成績 | 国内大会個人成績 | 国内大会個人成績 | 国内大会個人成績 | 国内大会個人成績 | 国内大会個人成績 | 国内大会個人成績 | 国内大会個人成績 | 国内大会個人成績 | 国内大会個人成績 | 国内大会個人成績 |
| 年度             | クラブ           | 背番号           | リーグ           | リーグ戦         | リーグ戦         | リーグ杯         | リーグ杯         | オープン杯       | オープン杯       | 期間通算         | 期間通算         |
| 年度             | クラブ           | 背番号           | リーグ           | 出場             | 得点             | 出場             | 得点             | 出場             | 得点             | 出場             | 得点             |
| 日本             | 日本             | 日本             | 日本             | リーグ戦         | リーグ戦         | リーグ杯         | リーグ杯         | 天皇杯           | 天皇杯           | 期間通算         | 期間通算         |
| ---------------- | ---------------- | ---------------- | ---------------- | ---------------- | ---------------- | ---------------- | ---------------- | ---------------- | ---------------- | ---------------- | ---------------- |
| 1998             | G大阪            | 31               | J                | 0                | 0                | 0                | 0                | 0                | 0                | 0                | 0                |
| 1999             | G大阪            | 31               | J1               | 4                | 0                | 1                | 1                | 1                | 0                | 6                | 1                |
| 2000             | G大阪            | 27               | J1               | 5                | 0                | 0                | 0                | 4                | 1                | 9                | 1                |
| 2001             | G大阪            | 27               | J1               | 17               | 0                | 2                | 0                | 3                | 0                | 22               | 0                |
| 2002             | G大阪            | 27               | J1               | 18               | 0                | 7                | 0                | 2                | 1                | 27               | 1                |
| 2003             | G大阪            | 27               | J1               | 23               | 1                | 4                | 0                | 1                | 0                | 28               | 1                |
| 2004             | G大阪            | 27               | J1               | 27               | 1                | 7                | 0                | 4                | 0                | 38               | 1                |
| 2005             | G大阪            | 27               | J1               | 33               | 1                | 10               | 1                | 3                | 0                | 46               | 2                |
| 2006             | G大阪            | 27               | J1               | 28               | 0                | 2                | 0                | 4                | 0                | 34               | 0                |
| 2007             | G大阪            | 27               | J1               | 34               | 3                | 9                | 0                | 4                | 0                | 47               | 3                |
| 2008             | G大阪            | 27               | J1               | 34               | 0                | 4                | 0                | 4                | 0                | 42               | 0                |
| 2009             | G大阪            | 27               | J1               | 31               | 4                | 2                | 0                | 5                | 0                | 38               | 4                |
| 2010             | G大阪            | 27               | J1               | 29               | 8                | 1                | 0                | 3                | 0                | 33               | 8                |
| 2011             | G大阪            | 27               | J1               | 4                | 0                | 2                | 0                | 1                | 0                | 7                | 0                |
| 2012             | 神戸             | 27               | J1               | 24               | 1                | 3                | 0                | 0                | 0                | 27               | 1                |
| 2013             | 神戸             | 27               | J2               | 34               | 1                | -                | -                | 1                | 0                | 35               | 1                |
| 2014             | 神戸             | 27               | J1               | 28               | 0                | 8                | 1                | 1                | 0                | 37               | 1                |
| 2015             | C大阪            | 31               | J2               | 14               | 0                | -                | -                | 0                | 0                | 14               | 0                |
| 2016             | C大阪            | 31               | J2               | 2                | 0                | -                | -                | -                | -                | 2                | 0                |
| 2016             | 長野             | 27               | J3               | 13               | 0                | -                | -                | 3                | 0                | 16               | 0                |
| 2017             | 東京V            | 27               | J2               | 26               | 0                | -                | -                | 1                | 0                | 27               | 0                |
| 2018             | 東京V            | 27               | J2               | 4                | 0                | -                | -                | 3                | 0                | 7                | 0                |
| 2019             | 今治             | 27               | JFL              | 22               | 1                | -                | -                | -                | -                | 22               | 1                |
| 2020             | 今治             | 27               | J3               | 26               | 0                | -                | -                | -                | -                | 26               | 0                |
| 2021             | 今治             | 27               | J3               | 17               | 1                | -                | -                | 1                | 0                | 18               | 1                |
| 2022             | O京都            | 27               | 関西1部          | 13               | 0                | -                | -                | -                | -                | 13               | 0                |
| 通算             | 日本             | 日本             | J1               | 339              | 19               | 62               | 3                | 40               | 2                | 441              | 24               |
| 通算             | 日本             | 日本             | J2               | 80               | 1                | -                | -                | 5                | 0                | 85               | 1                |
| 通算             | 日本             | 日本             | J3               | 56               | 1                | -                | -                | 4                | 0                | 60               | 1                |
| 通算             | 日本             | 日本             | JFL              | 22               | 1                | -                | -                | -\|\|\|22\|\|1   | -\|\|\|22\|\|1   |                  |                  |
| 通算             | 日本             | 日本             | 関西1部          | 13               | 0                | -                | -                | -\|\|\|13\|\|0   | -\|\|\|13\|\|0   |                  |                  |
| 総通算           | 総通算           | 総通算           | 総通算           | 510              | 22               | 62               | 3                | 49               | 2                | 621              | 27               |

| 2016   | C大23  | 31     | J3     | 6 | 1 | 6 | 1 |
| 通算   | 日本   | 日本   | J3     | 6 | 1 | 6 | 1 |
| 総通算 | 総通算 | 総通算 | 総通算 | 6 | 1 | 6 | 1 |

その他の公式戦
- 2006年
  - スーパーカップ 1試合0得点
- 2007年
  - スーパーカップ 1試合0得点
- 2009年
  - スーパーカップ 1試合0得点
- 2010年
  - スーパーカップ 1試合0得点
- 2015年
  - J1昇格プレーオフ 2試合0得点
- 2021年
  - 愛媛県サッカー選手権大会 1試合0得点

| 国際大会個人成績 | 国際大会個人成績 | 国際大会個人成績 | 国際大会個人成績 | 国際大会個人成績 | FIFA      | FIFA      |
| 年度             | クラブ           | 背番号           | 出場             | 得点             | 出場      | 得点      |
| AFC              | AFC              | AFC              | ACL              | ACL              | クラブW杯 | クラブW杯 |
| ---------------- | ---------------- | ---------------- | ---------------- | ---------------- | --------- | --------- |
| 2006             | G大阪            | 27               | 6                | 1                | -         | -         |
| 2008             | G大阪            | 27               | 11               | 0                | 3         | 1         |
| 2009             | G大阪            | 27               | 6                | 0                | -         | -         |
| 2010             | G大阪            | 27               | 4                | 0                | -         | -         |
| 2011             | G大阪            | 27               | 0                | 0                | -         | -         |
| 通算             | AFC              | AFC              | 27               | 1                | 3         | 1         |

その他の国際公式戦
- 2006年
  - A3チャンピオンズカップ 2試合0得点
- 2008年
  - スルガ銀行チャンピオンシップ 1試合0得点

Jリーグ
- 公式戦初出場・初得点 - 1999年4月7日 ヤマザキナビスコカップ1回戦第1戦 vs川崎フロンターレ（等々力陸上競技場）
- Jリーグ初出場 - 1999年4月10日 J1.1st第6節 vsサンフレッチェ広島（広島スタジアム）
- Jリーグ初得点 - 2003年4月19日 J1.1st第4節 vsジェフユナイテッド市原（万博記念競技場）
- 50試合出場 - 2003年4月29日 J1.1st第6節 vs鹿島アントラーズ（万博記念競技場）
- 100試合出場 - 2005年4月16日 J1第6節 vs横浜F・マリノス（日産スタジアム）
- 150試合出場 - 2006年10月29日 J1第29節 vs清水エスパルス （万博記念競技場）
- 200試合出場 - 2008年6月25日 J1第11節 vs京都サンガFC（万博記念競技場）
- 250試合出場 - 2009年9月26日 J1第27節 vs川崎フロンターレ（万博記念競技場）
- 300試合出場 - 2012年8月25日 J1第23節 vsサガン鳥栖（ホームズスタジアム神戸）

## タイトル

### クラブ
ガンバ大阪
- Jリーグ ディビジョン1：1回（2005年）
- ナビスコカップ：1回（2007年）
- 天皇杯：2回（2008年 、2009年）
- ゼロックススーパーカップ：1回（2007年）
- AFCチャンピオンズリーグ：1回（2008年）
- パンパシフィックチャンピオンシップ：1回（2008年）

AC長野パルセイロ
- 長野県サッカー選手権大会：1回（2016年）

FC今治
- 愛媛県サッカー選手権大会：1回（2021年）

### 代表
日本代表
- キリンカップサッカー：1回（2007年）

## 代表歴
- 国際Aマッチ初出場 - 2007年6月1日 キリンカップサッカー2007 vsモンテネグロ代表（エコパスタジアム）

### 出場大会
- 日本代表
  - 2007年 - AFCアジアカップ2007
  - 2008年 - 東アジアサッカー選手権2008
  - 2009年 - 2010 FIFAワールドカップ・アジア最終予選
  - 2009年 - AFCアジアカップ2011（予選）

### 試合数
- 国際Aマッチ 15試合 0得点（2007年 - 2010年）

| 日本代表 | 国際Aマッチ | 国際Aマッチ |
| 年       | 出場        | 得点        |
| -------- | ----------- | ----------- |
| 2007     | 4           | 0           |
| 2008     | 2           | 0           |
| 2009     | 7           | 0           |
| 2010     | 2           | 0           |
| 通算     | 15          | 0           |

### 出場
| No. | 開催日         | 開催都市   | スタジアム                         | 対戦国         | 結果 | 監督     | 大会                                   |
| --- | -------------- | ---------- | ---------------------------------- | -------------- | ---- | -------- | -------------------------------------- |
| 1.  | 2007年6月1日   | 袋井       | エコパスタジアム                   | モンテネグロ   | ○2-0 | オシム   | キリンカップサッカー2007               |
| 2.  | 2007年7月9日   | ハノイ     | ミーディン国立競技場               | カタール       | △1-1 | オシム   | AFCアジアカップ2007                    |
| 3.  | 2007年8月22日  | 大分       | 九州石油ドーム                     | カメルーン     | ○2-0 | オシム   | キリンチャレンジカップ2007             |
| 4.  | 2007年10月17日 | 大阪       | 大阪長居スタジアム                 | エジプト       | ○4-1 | オシム   | AFCアジア/アフリカチャレンジカップ2007 |
| 5.  | 2008年2月20日  | 重慶       | 重慶市奥林匹克体育中心             | 中国           | ○1-0 | 岡田武史 | 東アジアサッカー選手権2008             |
| 6.  | 2008年2月23日  | 重慶       | 重慶市奥林匹克体育中心             | 韓国           | △1-1 | 岡田武史 | 東アジアサッカー選手権2008             |
| 7.  | 2009年2月4日   | 東京       | 国立競技場                         | フィンランド   | ○5-1 | 岡田武史 | キリンチャレンジカップ2009             |
| 8.  | 2009年3月28日  | さいたま   | 埼玉スタジアム2002                 | バーレーン     | ○1-0 | 岡田武史 | 2010FIFAワールドカップ最終予選         |
| 9.  | 2009年5月27日  | 大阪       | 大阪長居スタジアム                 | チリ           | ○4-0 | 岡田武史 | キリンカップサッカー2009               |
| 10. | 2009年5月31日  | 東京       | 国立競技場                         | ベルギー       | ○4-0 | 岡田武史 | キリンカップサッカー2009               |
| 11. | 2009年6月10日  | 横浜       | 横浜国際総合競技場                 | カタール       | △1-1 | 大木武   | 2010FIFAワールドカップ最終予選         |
| 12. | 2009年6月17日  | メルボルン | メルボルン・クリケット・グラウンド | オーストラリア | ●1-2 | 岡田武史 | 2010FIFAワールドカップ最終予選         |
| 13. | 2009年10月10日 | 横浜       | 日産スタジアム                     | スコットランド | ○2-0 | 岡田武史 | キリンチャレンジカップ2009             |
| 14. | 2010年9月4日   | 横浜       | 日産スタジアム                     | パラグアイ     | ○1-0 | 原博実   | キリンチャレンジカップ2010             |
| 15. | 2010年9月7日   | 大阪       | 大阪長居スタジアム                 | グアテマラ     | ○2-1 | 原博実   | キリンチャレンジカップ2010             |

## 指導歴
- 2022年 おこしやす京都AC ヘッドコーチ

## 著書
- 『1％の才能』エクスナレッジ、2023年12月26日。ISBN 9784767832333。